# Cavendish (cráter)
Cavendish es un cráter localizado en la parte suroeste de la Luna, al suroeste también del cráter de mayor tamaño Mersenius. Su nombre es homenaje al Henry Cavendish. Se haya entre los cráteres más pequeños Henry al oeste-noroeste y de De Gasparis al este-sureste.
|  |

El brocal de Cavendish está fuertemente desgastado. El cráter Cavendish E' atraviesa el brocal suroeste. El más pequeño Cavendish A está sobre el brocal del nordeste. En la plataforma hay un par de cráteres de poco relieve que están unidos en sus brocales y que abarcan la mayor parte de la superficie central del cráter Cavendish de este a oeste.
Un cañón ("rima") del Rimae de Gasparis alcanza el brocal oriental de Cavendish.

## Cráteres satélite
Por convención estos elementos están identificados en los mapas lunares colocando una letra junto a su centro, desplazada hacia el centro del cráter Cavendish.
|           | \| Cavendish \| Coordenadas \| Diámetro \| \| --------- \| ------------------------------ \| -------- \| \| A \| 24°00′S 52°42′O / -24.0, -52.7 \| 10 km \| \| B \| 23°12′S 55°06′O / -23.2, -55.1 \| 10 km \| \| E \| 25°24′S 54°12′O / -25.4, -54.2 \| 24 km \| \| F \| 26°06′S 54°00′O / -26.1, -54.0 \| 18 km \| \| L \| 21°42′S 53°36′O / -21.7, -53.6 \| 5 km \| \| M \| 22°00′S 53°48′O / -22.0, -53.8 \| 6 km \| \| N \| 22°06′S 54°18′O / -22.1, -54.3 \| 4 km \| \| P \| 24°12′S 51°36′O / -24.2, -51.6 \| 4 km \| \| S \| 23°48′S 52°24′O / -23.8, -52.4 \| 5 km \| \| T \| 24°48′S 55°12′O / -24.8, -55.2 \| 4 km \| |          |
| Cavendish | Coordenadas | Diámetro |
| A         | 24°00′S 52°42′O / -24.0, -52.7 | 10 km    |
| B         | 23°12′S 55°06′O / -23.2, -55.1 | 10 km    |
| E         | 25°24′S 54°12′O / -25.4, -54.2 | 24 km    |
| F         | 26°06′S 54°00′O / -26.1, -54.0 | 18 km    |
| L         | 21°42′S 53°36′O / -21.7, -53.6 | 5 km     |
| M         | 22°00′S 53°48′O / -22.0, -53.8 | 6 km     |
| N         | 22°06′S 54°18′O / -22.1, -54.3 | 4 km     |
| P         | 24°12′S 51°36′O / -24.2, -51.6 | 4 km     |
| S         | 23°48′S 52°24′O / -23.8, -52.4 | 5 km     |
| T         | 24°48′S 55°12′O / -24.8, -55.2 | 4 km     |